# Gương mặt thân quen (mùa 6)
Mùa thứ sáu của chương trình Gương mặt thân quen được phát sóng trên kênh VTV3 từ ngày 9 tháng 6 đến ngày 1 tháng 9 năm 2018. Mùa này có sự tham gia của các thí sinh Kim Thành, Hà Thu, Duy Khánh, Đỗ Phú Quí, Hùng Thuận và Anh Tú; ca sĩ Quang Linh, NSƯT Kim Oanh và ca sĩ Đàm Vĩnh Hưng trở thành các giám khảo mới cho mùa thứ sáu. Quang Bảo là người dẫn chương trình của mùa này.
Người chiến thắng chung cuộc sau 13 tuần thi là Duy Khánh.

## Thí sinh
| Thí sinh   | Năm sinh | Nghề nghiệp           | Kết quả   |
| ---------- | -------- | --------------------- | --------- |
| Duy Khánh  | 1995     | Diễn viên/Nghệ sĩ hài | Quán quân |
| Kim Thành  | 1994     | Ca sĩ                 | Á quân    |
| Hùng Thuận | 1983     | Diễn viên             | Á quân    |
| Đỗ Phú Quí | 1993     | Ca sĩ                 | Á quân    |
| Anh Tú     | 1992     | Ca sĩ                 | Giải ba   |
| Hà Thu     | 1992     | Người mẫu/Ca sĩ       | Giải ba   |

## Bảng điểm các tuần
| Thí sinh   | Tuần 1         | Tuần 2         | Tuần 3         | Tuần 4         | Tuần 5         | Tuần 6         | Tuần 7         | Tuần 8         | Tuần 9         | Tuần 10        | Tuần 11        | Tuần 12        | Tuần 13 | Tổng |
| ---------- | -------------- | -------------- | -------------- | -------------- | -------------- | -------------- | -------------- | -------------- | -------------- | -------------- | -------------- | -------------- | ------- | ---- |
| Duy Khánh  | Hạng 2 32 điểm | Hạng 2 33 điểm | Hạng 6 24 điểm | Hạng 6 21 điểm | Hạng 2 32 điểm | Hạng 1 33 điểm | Hạng 4 27 điểm | Hạng 4 27 điểm | Hạng 1 34 điểm | Hạng 2 32 điểm | Hạng 4 29 điểm | Hạng 5 24 điểm | Hạng 1  | 348  |
| Kim Thành  | Hạng 2 32 điểm | Hạng 1 36 điểm | Hạng 3 29 điểm | Hạng 3 31 điểm | Hạng 3 29 điểm | Hạng 3 30 điểm | Hạng 6 22 điểm | Hạng 2 34 điểm | Hạng 3 31 điểm | Hạng 2 32 điểm | Hạng 2 31 điểm | Hạng 1 35 điểm | Hạng 2  | 373  |
| Hùng Thuận | Hạng 1 35 điểm | Hạng 4 26 điểm | Hạng 1 36 điểm | Hạng 2 32 điểm | Hạng 1 36 điểm | Hạng 4 27 điểm | Hạng 2 34 điểm | Hạng 3 30 điểm | Hạng 5 25 điểm | Hạng 5 23 điểm | Hạng 3 30 điểm | Hạng 4 27 điểm | Hạng 2  | 361  |
| Đỗ Phú Quí | Hạng 5 25 điểm | Hạng 3 29 điểm | Hạng 4 26 điểm | Hạng 5 26 điểm | Hạng 4 28 điểm | Hạng 2 32 điểm | Hạng 5 23 điểm | Hạng 6 22 điểm | Hạng 1 34 điểm | Hạng 1 35 điểm | Hạng 1 36 điểm | Hạng 3 30 điểm | Hạng 2  | 346  |
| Anh Tú     | Hạng 4 26 điểm | Hạng 6 21 điểm | Hạng 2 32 điểm | Hạng 1 34 điểm | Hạng 5 24 điểm | Hạng 6 24 điểm | Hạng 1 35 điểm | Hạng 5 23 điểm | Hạng 4 26 điểm | Hạng 4 27 điểm | Hạng 5 24 điểm | Hạng 6 23 điểm | Hạng 3  | 319  |
| Hà Thu     | Hạng 6 21 điểm | Hạng 4 26 điểm | Hạng 6 24 điểm | Hạng 4 27 điểm | Hạng 6 21 điểm | Hạng 5 25 điểm | Hạng 3 30 điểm | Hạng 1 35 điểm | Hạng 6 21 điểm | Hạng 6 22 điểm | Hạng 6 21 điểm | Hạng 2 32 điểm | Hạng 3  | 305  |

     Thí sinh chiến thắng trong tuần
     Thí sinh xếp cuối trong tuần
     Thí sinh chiến thắng chung cuộc của mùa giải

## Nhân vật hóa thân
| Tuần | Duy Khánh       | Kim Thành        | Hùng Thuận      | Đỗ Phú Quí       | Anh Tú         | Hà Thu          |
| ---- | --------------- | ---------------- | --------------- | ---------------- | -------------- | --------------- |
| 1    | Lam Trường      | Tóc Tiên         | NSND Trần Hiếu  | Chi Pu           | Đàm Vĩnh Hưng  | Như Quỳnh       |
| 2    | Vũ Hà           | Hồng Nhung       | NSND Minh Vương | NSƯT Văn Chương  | NSND Quang Thọ | Taylor Swift    |
| 3    | Trịnh Thiếu Thu | Karik            | Michael Jackson | Katreeya         | Khánh Ly       | Hari Won        |
| 4    | Miu Lê          | Mỹ Tâm           | Hồng Ngọc       | NSND Tạ Minh Tâm | Taeyang        | Lee Jung Hyun   |
| 5    | Siu Black       | NSƯT Thanh Ngoan | Minh Thuận      | Hà Anh Tuấn      | Quang Lê       | Shakira         |
| 6    | Tuấn Hưng       | Beyoncé          | Conchita Wurst  | Lê Giang         | Bảo Anh        | NSND Thu Hiền   |
| 7    | Boney M         | Đặng Lệ Quân     | Lobo            | Cher             | Trần Lập       | NSND Bạch Tuyết |
| 8    | China Dolls     | NSƯT Ngọc Huyền  | Nguyễn Hưng     | Duy Mạnh         | Joy            | NSƯT Hoài Linh  |
| 9    | Hồ Ngọc Hà      | Hồ Ngọc Hà       | Sơn Tùng M-TP   | Camila Cabello   | Sơn Tùng M-TP  | Camila Cabello  |
| 10   | Phạm Quỳnh Anh  | Lee Hyori        | PSY             | Thu Minh         | Andrea Bocelli | Ý Lan           |
| 11   | Thu Phương      | Lệ Quyên         | Joan Jett       | NSND Thanh Tòng  | Jim Carrey     | NSƯT Thanh Lam  |
| 12   | NSƯT Thanh Nga  | Jennifer Lopez   | NSYNC           | Trần Thu Hà      | Tùng Dương     | NSND Thúy Ngần  |
| 13   | NSƯT Thành Lộc  | Pink             | NSƯT Trường Sơn | Lady Gaga        | Hồ Quỳnh Hương | NSƯT Vân Khánh  |

     Thí sinh chiến thắng trong tuần
     Thí sinh chiến thắng chung cuộc của mùa giải

## Kết quả biểu diễn

### Tuần 1
Ngày phát sóng: 09/06/2018
|               | Thí sinh   | Tiết mục | Nhân vật       | Kết quả BGK   | Kết quả BGK | Kết quả BGK | Tổng | Hạng |
| Đàm Vĩnh Hưng | Thí sinh   | Tiết mục | Nhân vật       | NSƯT Kim Oanh | Quang Linh  |             | Tổng | Hạng |
| ------------- | ---------- | --- | -------------- | ------------- | ----------- | ----------- | ---- | ---- |
| 1             | Anh Tú     | "Khóc cho người đi" (Sáng tác: Duy Mạnh)                                                                      | Đàm Vĩnh Hưng  | 9             | 8           | 9           | 26   | 4    |
| 2             | Hà Thu     | "Duyên phận" (Sáng tác: Thái Thịnh)                                                                           | Như Quỳnh      | 7             | 7           | 7           | 21   | 6    |
| 3             | Hùng Thuận | "Tôi người lái xe" (Sáng tác: An Chung)                                                                       | NSND Trần Hiếu | 12            | 11          | 12          | 35   | 1    |
| 4             | Đỗ Phú Quí | Liên khúc: "Từ hôm nay" (Feel like ooh) – "Đóa hoa hồng" (Queen) (Sáng tác: Krazy Park, Eddy S Park – Andiez) | Chi Pu         | 8             | 9           | 8           | 25   | 5    |
| 5             | Duy Khánh  | "Katy Katy" (Sáng tác: Đức Trí)                                                                               | Lam Trường     | 11            | 10          | 11          | 32   | 2    |
| 6             | Kim Thành  | "Big girls don't cry" (Sáng tác: Châu Đăng Khoa)                                                              | Tóc Tiên       | 10            | 12          | 10          | 32   | 2    |

### Tuần 2
Ngày phát sóng: 16/06/2018
|               | Thí sinh        | Tiết mục                                                                 | Nhân vật        | Kết quả BGK   | Kết quả BGK | Kết quả BGK | Tổng | Hạng |
| Đàm Vĩnh Hưng | Thí sinh        | Tiết mục                                                                 | Nhân vật        | NSƯT Kim Oanh | Quang Linh  |             | Tổng | Hạng |
| ------------- | --------------- | ------------------------------------------------------------------------ | --------------- | ------------- | ----------- | ----------- | ---- | ---- |
| 1             | Đỗ Phú Quí      | "Đào liễu" (Chèo cổ)                                                     | NSƯT Văn Chương | 10            | 10          | 9           | 29   | 3    |
| 2             | Kim Thành       | "Đánh thức tầm xuân" (Sáng tác: Dương Thụ)                               | Hồng Nhung      | 12            | 12          | 12          | 36   | 1    |
| 3             | Hùng Thuận      | Tân cổ giao duyên: "Vợ người ta" (Sáng tác: Phan Mạnh Quỳnh – Đăng Minh) | NSND Minh Vương | 9             | 9           | 8           | 26   | 4    |
| 4             | Hà Thu          | "Shake it off" (Sáng tác: Taylor Swift, Max Martin, Shellback)           | Taylor Swift    | 8             | 8           | 10          | 26   | 4    |
| 5             | Anh Tú          | "Tình ca" (Sáng tác: Hoàng Việt)                                         | NSND Quang Thọ  | 7             | 7           | 7           | 21   | 6    |
| 6             | Duy Khánh Vũ Hà | "Người tình Ma Ya Hee" (Nhạc nước ngoài – Lời Việt: Vũ Hà, Hữu Ân)       | Vũ Hà           | 11            | 11          | 11          | 33   | 2    |

### Tuần 3
Ngày phát sóng: 23/06/2018
|               | Thí sinh   | Tiết mục                                               | Nhân vật        | Kết quả BGK   | Kết quả BGK | Kết quả BGK | Tổng | Hạng |
| Đàm Vĩnh Hưng | Thí sinh   | Tiết mục                                               | Nhân vật        | NSƯT Kim Oanh | Quang Linh  |             | Tổng | Hạng |
| ------------- | ---------- | ------------------------------------------------------ | --------------- | ------------- | ----------- | ----------- | ---- | ---- |
| 1             | Kim Thành  | "Người lạ ơi" (Sáng tác: Châu Đăng Khoa)               | Karik Orange    | 10            | 11          | 8           | 29   | 3    |
| 2             | Hà Thu     | "Anh cứ đi đi" (Sáng tác: Vương Anh Tú)                | Hari Won        | 7             | 8           | 9           | 24   | 6    |
| 3             | Duy Khánh  | "Bến Thượng Hải" (Nhạc: Cố Gia Huy – Lời: Hoàng Triêm) | Trịnh Thiếu Thu | 8             | 9           | 7           | 24   | 6    |
| 4             | Đỗ Phú Quí | "O.K Na Ka" (Nhạc Thái)                                | Katreeya        | 9             | 7           | 10          | 26   | 4    |
| 5             | Anh Tú     | "Diễm xưa" (Sáng tác: Trịnh Công Sơn)                  | Khánh Ly        | 11            | 10          | 11          | 32   | 2    |
| 6             | Hùng Thuận | "Billie Jean" (Sáng tác: Michael Jackson)              | Michael Jackson | 12            | 12          | 12          | 36   | 1    |

### Tuần 4
Ngày phát sóng: 30/06/2018
|               | Thí sinh   | Tiết mục                                                        | Nhân vật         | Kết quả BGK   | Kết quả BGK | Kết quả BGK | Tổng | Hạng |
| Đàm Vĩnh Hưng | Thí sinh   | Tiết mục                                                        | Nhân vật         | NSƯT Kim Oanh | Quang Linh  |             | Tổng | Hạng |
| ------------- | ---------- | --------------------------------------------------------------- | ---------------- | ------------- | ----------- | ----------- | ---- | ---- |
| 1             | Duy Khánh  | "Mình yêu từ bao giờ" (Sáng tác: Nguyễn Hải Phong)              | Miu Lê           | 7             | 7           | 7           | 21   | 6    |
| 2             | Kim Thành  | "Người hãy quên em đi" (Sáng tác: Khắc Hưng)                    | Mỹ Tâm           | 11            | 11          | 9           | 31   | 3    |
| 3             | Anh Tú     | "Eyes, nose, lips" (Sáng tác: Teddy, Tae Yang)                  | Tae Yang         | 10            | 12          | 12          | 34   | 1    |
| 4             | Hùng Thuận | "Trái tim lầm lỡ" (Nhạc nước ngoài – Lời Việt: Khúc Lan)        | Hồng Ngọc        | 12            | 9           | 11          | 32   | 2    |
| 5             | Hà Thu     | "Dara Dara" (Nhạc: Yoon Il Sang – Lời: Yoon Sara, Yoon Il Sang) | Lee Jung Hyun    | 9             | 8           | 10          | 27   | 4    |
| 6             | Đỗ Phú Quí | "Đất nước trọn niềm vui" (Sáng tác: Hoàng Hà)                   | NSND Tạ Minh Tâm | 8             | 10          | 8           | 26   | 5    |

### Tuần 5
Ngày phát sóng: 07/07/2018
|               | Thí sinh       | Tiết mục                                                                 | Nhân vật          | Kết quả BGK   | Kết quả BGK | Kết quả BGK | Tổng | Hạng |
| Đàm Vĩnh Hưng | Thí sinh       | Tiết mục                                                                 | Nhân vật          | NSƯT Kim Oanh | Quang Linh  |             | Tổng | Hạng |
| ------------- | -------------- | ------------------------------------------------------------------------ | ----------------- | ------------- | ----------- | ----------- | ---- | ---- |
| 1             | Đỗ Phú Quí     | "12 giờ" (Sáng tác: Nguyễn Duy Hùng)                                     | Hà Anh Tuấn       | 9             | 9           | 10          | 28   | 4    |
| 2             | Duy Khánh      | "Ly cà phê Ban Mê" (Sáng tác: Nguyễn Cường)                              | Siu Black         | 11            | 10          | 11          | 32   | 2    |
| 3             | Anh Tú Lệ Ngọc | "Sầu tím thiệp hồng" (Sáng tác: Hoài Linh, Minh Kỳ)                      | Quang Lê Lệ Quyên | 8             | 8           | 8           | 24   | 5    |
| 4             | Hùng Thuận     | "Rêu phong" (Sáng tác: Tuấn Khanh)                                       | Minh Thuận        | 12            | 12          | 12          | 36   | 1    |
| 5             | Kim Thành      | "Sướng khổ vì chồng" (Điệu xẩm chênh bong)                               | NSƯT Thanh Ngoan  | 10            | 11          | 9           | 29   | 3    |
| 6             | Hà Thu         | "Waka Waka" (Sáng tác: Shakira, John Hill, Freshlyground, Golden Sounds) | Shakira           | 7             | 7           | 7           | 21   | 6    |

### Tuần 6
Ngày phát sóng: 14/07/2018
|               | Thí sinh   | Tiết mục                                                                                 | Nhân vật       | Kết quả BGK   | Kết quả BGK | Kết quả BGK | Tổng | Hạng |
| Đàm Vĩnh Hưng | Thí sinh   | Tiết mục                                                                                 | Nhân vật       | NSƯT Kim Oanh | Quang Linh  |             | Tổng | Hạng |
| ------------- | ---------- | ---------------------------------------------------------------------------------------- | -------------- | ------------- | ----------- | ----------- | ---- | ---- |
| 1             | Hùng Thuận | "Rise Like a Phoenix" (Sáng tác: Charly Mason, Ali Zuckowski, Julian Maas, Joey Patulka) | Conchita Wurst | 9             | 9           | 9           | 27   | 4    |
| 2             | Hà Thu     | "Một khúc tâm tình của người Hà Tĩnh" (Sáng tác: Nguyễn Văn Tý)                          | NSND Thu Hiền  | 10            | 8           | 7           | 25   | 5    |
| 3             | Kim Thành  | "Dreamgirls" (Sáng tác: Henry Krieger)                                                   | Beyoncé        | 12            | 10          | 8           | 30   | 3    |
| 4             | Đỗ Phú Quí | "Phạm Công – Cúc Hoa" (Sáng tác: Nhị Kiều, Trọng Thanh)                                  | Lê Giang       | 8             | 12          | 12          | 32   | 2    |
| 5             | Duy Khánh  | "Vũ điệu thần tiên" (Sáng tác: Minh Châu)                                                | Tuấn Hưng      | 11            | 11          | 11          | 33   | 1    |
| 6             | Anh Tú     | "Sống xa anh chẳng dễ dàng" (Sáng tác: Mr. Siro)                                         | Bảo Anh        | 7             | 7           | 10          | 24   | 6    |

### Tuần 7
Ngày phát sóng: 21/07/2018
|               | Thí sinh   | Tiết mục | Nhân vật        | Kết quả BGK   | Kết quả BGK | Kết quả BGK | Tổng | Hạng |
| Đàm Vĩnh Hưng | Thí sinh   | Tiết mục | Nhân vật        | NSƯT Kim Oanh | Quang Linh  |             | Tổng | Hạng |
| ------------- | ---------- | --- | --------------- | ------------- | ----------- | ----------- | ---- | ---- |
| 1             | Duy Khánh  | "Daddy cool" (Sáng tác: George Reyam)                                                                        | Boney M         | 9             | 9           | 9           | 27   | 4    |
| 2             | Anh Tú     | "Người đàn bà hóa đá" (Sáng tác: Trần Lập)                                                                   | Trần Lập        | 12            | 12          | 11          | 35   | 1    |
| 3             | Đỗ Phú Quí | "Believe" (Sáng tác: Brian Higgins, Stuart McLennen, Paul Barry, Steven Torch, Matthew Gray, Timothy Powell) | Cher            | 8             | 7           | 8           | 23   | 5    |
| 4             | Hà Thu     | Liên khúc: "Nhật ký đời tôi" – "Túp lều lý tưởng" (Sáng tác: Thanh Sơn – Hoàng Thi Thơ)                      | NSND Bạch Tuyết | 10            | 10          | 10          | 30   | 3    |
| 5             | Hùng Thuận | "How can I tell her" (Sáng tác: Lobo)                                                                        | Lobo            | 11            | 11          | 12          | 34   | 2    |
| 6             | Kim Thành  | "Ngàn vạn lời nói" (Mùa thu lá bay) (Nhạc Hoa – Lời Việt: Nguyễn Nam Lộc)                                    | Đặng Lệ Quân    | 7             | 8           | 7           | 22   | 6    |

### Tuần 8
Ngày phát sóng: 28/07/2018
|               | Thí sinh          | Tiết mục                                           | Nhân vật        | Kết quả BGK   | Kết quả BGK | Kết quả BGK | Tổng | Hạng |
| Đàm Vĩnh Hưng | Thí sinh          | Tiết mục                                           | Nhân vật        | NSƯT Kim Oanh | Quang Linh  |             | Tổng | Hạng |
| ------------- | ----------------- | -------------------------------------------------- | --------------- | ------------- | ----------- | ----------- | ---- | ---- |
| 1             | Anh Tú            | "Touch by touch" (Sáng tác: Freddy Jaklitsh)       | Joy             | 8             | 7           | 8           | 23   | 5    |
| 2             | Đỗ Phú Quí        | "Hãy về đây bên anh" (Sáng tác: Duy Mạnh)          | Duy Mạnh        | 7             | 8           | 7           | 22   | 6    |
| 3             | Hùng Thuận        | "Sầu đông" (Sáng tác: Khánh Băng)                  | Nguyễn Hưng     | 10            | 10          | 10          | 30   | 3    |
| 4             | Kim Thành         | Trích đoạn: "Tâm sự Phi Giao" (Sáng tác: Bạch Mai) | NSƯT Ngọc Huyền | 11            | 12          | 11          | 34   | 2    |
| 5             | Hà Thu            | "Ghen" (Sáng tác: Phan Khanh)                      | NSƯT Hoài Linh  | 12            | 11          | 12          | 35   | 1    |
| 6             | Duy Khánh Minh Xù | "Happy new year" (Sáng tác: China Dolls)           | China Dolls     | 9             | 9           | 9           | 27   | 4    |

### Tuần 9
Ngày phát sóng: 04/08/2018
|               | Thí sinh   | Tiết mục | Nhân vật       | Kết quả BGK   | Kết quả BGK | Kết quả BGK | Tổng | Hạng |
| Đàm Vĩnh Hưng | Thí sinh   | Tiết mục | Nhân vật       | NSƯT Kim Oanh | Quang Linh  |             | Tổng | Hạng |
| ------------- | ---------- | --- | -------------- | ------------- | ----------- | ----------- | ---- | ---- |
| 1             | Hà Thu     | "Havana" (Sáng tác: Camila Cabello, Brittany Hazzard, Ali Tamposi, Brian Lee, Andrew Watt, Pharrell Williams, Jeffery Lamar Williams, Adam FeeneyLouis Bell) | Camila Cabello | 7             | 7           | 7           | 21   | 6    |
| 2             | Đỗ Phú Quí | "Havana" (Sáng tác: Camila Cabello, Brittany Hazzard, Ali Tamposi, Brian Lee, Andrew Watt, Pharrell Williams, Jeffery Lamar Williams, Adam FeeneyLouis Bell) | Camila Cabello | 11            | 12          | 11          | 34   | 1    |
| 3             | Anh Tú     | Liên khúc: "Chúng ta không thuộc về nhau" – "Không phải dạng vừa đâu" (Sáng tác: Sơn Tùng M-TP)                                                              | Sơn Tùng M-TP  | 9             | 9           | 8           | 26   | 4    |
| 4             | Hùng Thuận | Liên khúc: "Chúng ta không thuộc về nhau" – "Không phải dạng vừa đâu" (Sáng tác: Sơn Tùng M-TP)                                                              | Sơn Tùng M-TP  | 8             | 8           | 9           | 25   | 5    |
| 5             | Kim Thành  | Liên khúc: "Hãy thứ tha cho em" – "Keep me in love" (Sáng tác: Dương Khắc Linh – Đỗ Hiếu)                                                                    | Hồ Ngọc Hà     | 10            | 11          | 10          | 31   | 3    |
| 6             | Duy Khánh  | Liên khúc: "Hãy thứ tha cho em" – "Keep me in love" (Sáng tác: Dương Khắc Linh – Đỗ Hiếu)                                                                    | Hồ Ngọc Hà     | 12            | 10          | 12          | 34   | 1    |

### Tuần 10
Ngày phát sóng: 11/08/2018
|               | Thí sinh   | Tiết mục                                                                       | Nhân vật       | Kết quả BGK   | Kết quả BGK | Kết quả BGK | Tổng | Hạng |
| Đàm Vĩnh Hưng | Thí sinh   | Tiết mục                                                                       | Nhân vật       | NSƯT Kim Oanh | Quang Linh  |             | Tổng | Hạng |
| ------------- | ---------- | ------------------------------------------------------------------------------ | -------------- | ------------- | ----------- | ----------- | ---- | ---- |
| 1             | Hùng Thuận | "I luv it" (Sáng tác: PSY, Zico)                                               | PSY            | 8             | 7           | 8           | 23   | 5    |
| 2             | Hà Thu     | Liên khúc: "Quỳnh hương" – "Ngẫu nhiên" (Sáng tác: Trịnh Công Sơn)             | Ý Lan          | 7             | 8           | 7           | 22   | 6    |
| 3             | Duy Khánh  | "Không đau vì quá đau" (Nhạc ngoại – Lời Việt: Quang Huy)                      | Phạm Quỳnh Anh | 10            | 10          | 12          | 32   | 2    |
| 4             | Đỗ Phú Quí | Liên khúc: "Đường cong" – "Bay" (Sáng tác: Nguyễn Hải Phong)                   | Thu Minh       | 12            | 12          | 11          | 35   | 1    |
| 5             | Anh Tú     | "O sole mio" (Sáng tác: Eduardo di Capua, Alfredo Mazzucchi, Giovanni Capurro) | Andrea Bocelli | 9             | 9           | 9           | 27   | 4    |
| 6             | Kim Thành  | "Chitty chitty bang bang" (Sáng tác: Ryan Jhun, Kim Ji Woong)                  | Lee Hyori      | 11            | 11          | 10          | 32   | 2    |

### Tuần 11
Ngày phát sóng: 18/08/2018
|               | Thí sinh   | Tiết mục                                                            | Nhân vật        | Kết quả BGK   | Kết quả BGK | Kết quả BGK | Tổng | Hạng |
| Đàm Vĩnh Hưng | Thí sinh   | Tiết mục                                                            | Nhân vật        | NSƯT Kim Oanh | Quang Linh  |             | Tổng | Hạng |
| ------------- | ---------- | ------------------------------------------------------------------- | --------------- | ------------- | ----------- | ----------- | ---- | ---- |
| 1             | Hà Thu     | "Chiều xuân" (Sáng tác: Ngọc Châu)                                  | NSƯT Thanh Lam  | 7             | 7           | 7           | 21   | 6    |
| 2             | Duy Khánh  | "Khi xưa ta bé" (Bang bang) (Nhạc ngoại – Lời Việt: Phạm Duy)       | Thu Phương      | 9             | 11          | 9           | 29   | 4    |
| 3             | Anh Tú     | "Cuban Pete" (Sáng tác: Joseph Norman)                              | Jim Carrey      | 8             | 8           | 8           | 24   | 5    |
| 4             | Kim Thành  | "Nỗi đau ngự trị" (Sáng tác: Lương Bằng Quang)                      | Lệ Quyên        | 11            | 10          | 10          | 31   | 2    |
| 5             | Đỗ Phú Quí | Trích đoạn: "Phàn Định Công đề cờ" (Cải lương Hồ quảng)             | NSND Thanh Tòng | 12            | 12          | 12          | 36   | 1    |
| 6             | Hùng Thuận | "I hate myself for loving you" (Sáng tác: Joan Jett, Desmond Child) | Joan Jett       | 10            | 9           | 11          | 30   | 3    |

### Tuần 12
Ngày phát sóng: 25/08/2018
|               | Thí sinh   | Tiết mục | Nhân vật       | Kết quả BGK   | Kết quả BGK | Kết quả BGK | Tổng | Hạng |
| Đàm Vĩnh Hưng | Thí sinh   | Tiết mục | Nhân vật       | NSƯT Kim Oanh | Quang Linh  |             | Tổng | Hạng |
| ------------- | ---------- | --- | -------------- | ------------- | ----------- | ----------- | ---- | ---- |
| 1             | Anh Tú     | "Chiếc khăn Piêu" (Sáng tác: Doãn Nho)                                                                                       | Tùng Dương     | 8             | 7           | 8           | 23   | 6    |
| 2             | Hùng Thuận | Liên khúc: "Bye Bye Bye" – "It's gonna be me" (Sáng tác: Kristian Lundin, Jake Schulze, Andreas Carlsson, Mart Martin, Rami) | NSYNC          | 10            | 8           | 9           | 27   | 4    |
| 3             | Hà Thu     | Trích đoạn: "Xúy Vân giả dại" (Chèo cổ)                                                                                      | NSND Thúy Ngần | 9             | 11          | 12          | 32   | 2    |
| 4             | Kim Thành  | "Let's get loud" Sáng tác: Gloria Estefan, Kike Santander                                                                    | Jennifer Lopez | 12            | 12          | 11          | 35   | 1    |
| 5             | Duy Khánh  | Trích đoạn: "Bên cầu dệt lụa" (Soạn giả: Thế Châu)                                                                           | NSƯT Thanh Nga | 7             | 10          | 7           | 24   | 5    |
| 6             | Đỗ Phú Quí | Liên khúc: "Dệt tầm gai" – "Thăng hoa" (Sáng tác: Ngọc Đại, Dominik Nghĩa Đỗ, Hoàng Quân)                                    | Trần Thu Hà    | 11            | 9           | 10          | 30   | 3    |

### Chung kết
Ngày phát sóng: 01/09/2018
|           | Thí sinh               | Bài hát | Nhân vật        | Hạng |  |
| --------- | ---------------------- | --- | --------------- | ---- |  |
| 1         | Đỗ Phú Quí             | Liên khúc: "Bad romance" – "Just dance" – "Poker face" (Sáng tác: Stefani Germanotta, Nadir Khayat, Lady Gaga, Aliaune Thiam) | Lady Gaga       | 2    |  |
| 2         | Duy Khánh Lê Minh Ngọc | Trích vở kịch: "Tấm Cám" | NSƯT Thành Lộc  | 1    |  |
| 3         | Kim Thành              | "Try" (Sáng tác: Michael Busbee, Ben West)                                                                                    | Pink            | 2    |  |
| 4         | Hùng Thuận             | Trích đoạn: "Cao Hoài Đức nhận hung tin" (Sáng tác: Thế Châu, Loan Thảo)                                                      | NSƯT Trường Sơn | 2    |  |
|           |                        | |                 |      |  |
| Khách mời | Hà Thu                 | Chầu văn Huế: "Tình đất phương Nam" (Sáng tác: Đăng Ninh)                                                                     | NSƯT Vân Khánh  | 3    |  |
| Khách mời | Anh Tú                 | "Hoang mang" (Sáng tác: Võ Hoài Phúc)                                                                                         | Hồ Quỳnh Hương  | 3    |  |
| Khách mời | Hồ Ngọc Hà             | "Em muốn anh đưa em về" (Sáng tác: Đỗ Hiếu)                                                                                   |                 |      |  |

- 2 thí sinh có màn trình diễn xuất sắc nhất trong đêm chung kết do giám khảo Đàm Vĩnh Hưng bình chọn: Kim Thành và Hùng Thuận.